# Nathalia González Seligra
Nathalia Inés González Seligra (Estocolmo, 31 de enero de 1979) es una docente y política argentina. Es dirigente nacional del Partido de los Trabajadores Socialistas (PTS), partido de orientación trotskista que integra el Frente de Izquierda y de los Trabajadores, por el que se desempeñó como diputada nacional desde 2017 hasta 2019.

## Biografía
Nathalia González Seligra nació el 31 de enero de 1979 en Suecia, en el exilio durante la última dictadura militar argentina. Sus padres consiguieron allí asilo político después de haber estado detenidos-desaparecidos durante algunos años en Uruguay.
Tras su regreso al país, realizó sus estudios en el colegio Esteban Echeverría, en la ciudad de Ramos Mejía. Comenzó a militar en el centro de estudiantes de su escuela secundaria contra la Ley Federal de Educación de Felipe Solá y Carlos Ruckauf en provincia de Buenos Aires, a la par que se integró a la asociación HIJOS Oeste, sumándose a la lucha por los derechos humanos. Estudió en la Universidad de Buenos Aires, donde se graduó de la carrera de Sociología en 2007.
Ese mismo año, tras discusiones y experiencias en común, decidió sumarse al Partido de los Trabajadores Socialistas para construir la agrupación Marrón en el gremio docente y la agrupación de mujeres feministas socialistas Pan y Rosas en el distrito de La Matanza.

## Militancia gremial
En 2013, en las elecciones de SUTEBA, sindicato docente de la provincia de Buenos Aires, se dio la reelección del kirchnerista Roberto Baradel como secretario general pero con la novedad de que la opositora Lista Multicolor (de la cual la agrupación Marrón es una de sus principales fuerzas) triunfó en varias seccionales, entre ellas La Matanza, que es la más numerosa con más de 9000 afiliados.

## Diputada nacional

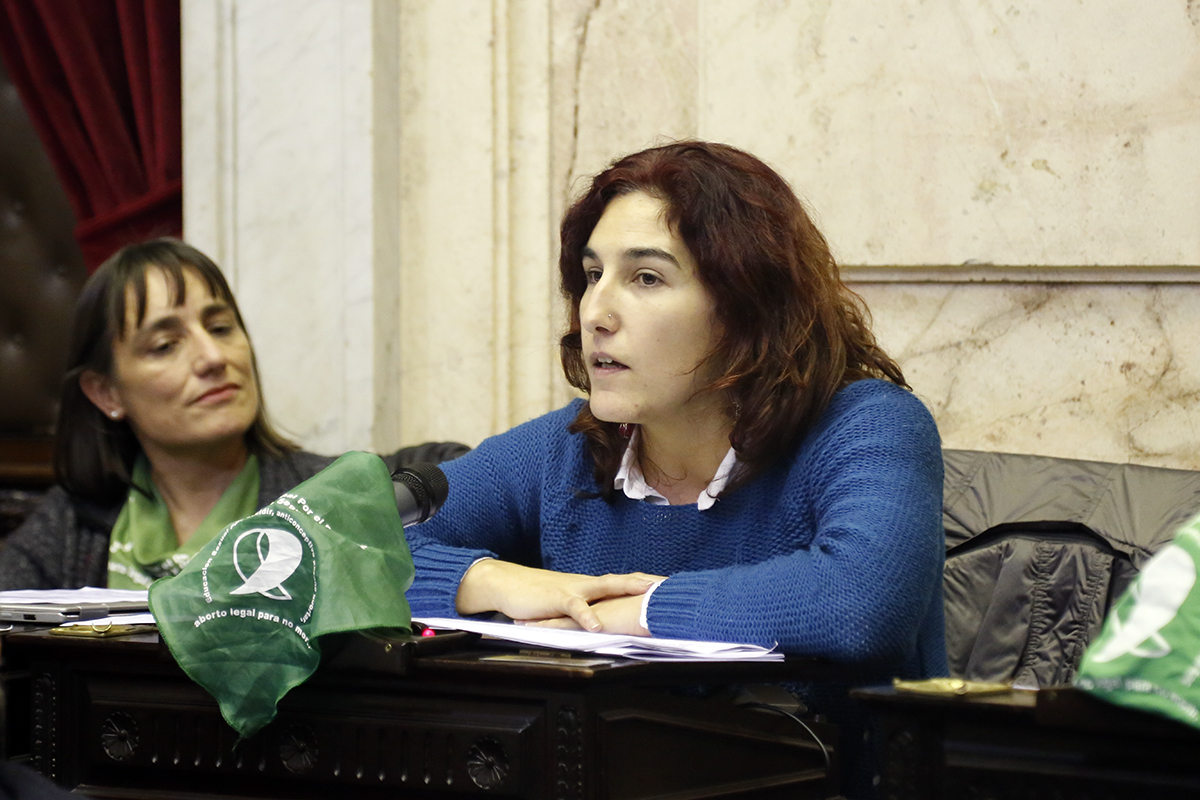
González Seligra en la sesión por la despenalización del aborto junto a Romina Del Plá.

En las elecciones nacionales de 2015, integró la lista del Frente de Izquierda y de los Trabajadores que llevó a Nicolás del Caño y Myriam Bregman en su fórmula presidencial. Juró como diputada nacional el 21 de junio de 2017, representando a la provincia de Buenos Aires tras la renuncia de Néstor Pitrola a partir del acuerdo de rotación de bancas del Frente de Izquierda. En su jura pronunció:

Por los 30.000 detenidos desaparecidos, por la lucha de los docentes en defensa de la educación pública, en memoria de Carlos Fuentealba, contra toda forma de violencia y opresión a las mujeres, Ni una menos, y porque nuestra lucha es por acabar con la barbarie capitalista, sí juro.

Integró las comisiones de Derechos Humanos y Garantías y de Familia, Mujer, Niñez y Adolescencia. Ya en funciones, ha presentado proyectos de ley por la expropiación del predio de la fábrica PepsiCo en Vicente López tras su cierre, así como obligatoriedad de que en la contratación de provisiones, obras y servicios públicos se otorgue preferencia a las cooperativas de trabajo, fábricas y empresas recuperadas. En diciembre de 2017, se pronunció enérgicamente en contra de la reforma previsional impulsada por el gobierno de Mauricio Macri, señalando que «si no hay pan para los jubilados, ustedes no tendrán paz».
Como militante feminista, exigió un plan nacional de emergencia contra la violencia hacia las mujeres, así como modificaciones en la licencias laborales para las víctimas de violencia de género. Durante la discusión sobre la interrupción voluntaria del embarazo, no solo fue cofirmante del proyecto de la Campaña Nacional por el Derecho al Aborto Legal, Seguro y Gratuito, sino que presentó un proyecto de jornadas de debate en escuelas públicas. Asimismo, presentó un proyecto junto a Nicolás del Caño para garantizar la educación pública sin injerencia religiosa y por la derogación de los decretos que financian a la Iglesia.
Finalizó su mandato como diputada nacional a comienzos de 2019 y en su banca la sucedió Mónica Schlotthauer, tras lo cual volvió a su tarea de docente en escuela secundaria.

## Candidata a Intendenta de La Matanza
En junio de 2019 fue confirmada como la precandidata del Frente de Izquierda y de Trabajadores-Unidad a Intendenta del Partido de La Matanza para las elecciones de ese año. Superó las primarias de agosto con el 4,1 % de los votos y en las Elecciones generales de octubre quedó cuarta con 3,7 % de los votos.